# Niendorf a. d. St.
Niendorf an der Stecknitz er en kommune i det nordlige Tyskland, beliggende i Amt Breitenfelde under Kreis Herzogtum Lauenburg. Kreis Herzogtum Lauenburg ligger i delstaten Slesvig-Holsten.

## Geografi
Niendorf an der Stecknitz ligger ca. 7 km sydvest for Mölln. Bundesstrasse 207 går gennem kommunen.